# وزارة الزراعة والأغذية والشؤون الريفية (كوريا الجنوبية)
وزارة الزراعة والأغذية والشؤون الريفية هي وزارة في حكومة كوريا الجنوبية. يقع مقرها الرئيسي في مجمع حكومة سيجونغ سيتي. تأسست كوزارة زراعة مع تأسيس جمهورية كوريا الأولى في عام 1948.

## وصلات خارجية
- الموقع الرسمي باللغة الإنجليزية